# 船橋市立高根台第三小学校
船橋市立高根台第三小学校（ふなばししりつ たかねだいさんしょうがっこう）は、千葉県船橋市高根台一丁目にある公立小学校。通称は「高根第三」（たかねだいさん）または「高三」（たかさん）、「三小」（さんしょう）。2007年3月31日に船橋市立高根台第一小学校を統合した。

## 交通
近くに高根公団駅がある。

## 著名な出身者
- 原修太（バスケットボール選手）